# 小星公園
小星公園（こぼこうえん）は、徳島県美馬市脇町にある公園。

## 地理
お大師山（おたいしやま）と呼ばれる標高199.6mの山に位置。
園内はミニ八十八ヶ所の参拝コースになっており、こども広場やため池の遊歩道などがある。また春にはツツジや桜の名所としても知られる。

## 施設
- ミニ八十八ヶ所
- こども広場
- ため池

ほか

## 交通
- JR徳島線「穴吹駅」より車で約20分。
- 徳島自動車道「脇町インターチェンジ」より車で約20分。